# نيكولا إبراهام
نيكولا إبراهام (بالمجرية: Nicolas Abraham؛ بالفرنسية: Nicolas Abraham) هو محلل نفساني مجري وفرنسي، ولد في 23 مايو 1919 في كيكسكيميت في المجر، وتوفي في 18 ديسمبر 1975 في باريس في فرنسا.